# Intent to Kill (película de 1992)
Intent to Kill es una película de acción, independiente y de suspenso de 1992 (lanzado en 1993) dirigido por Charles T. Kanganis. La película trata sobre el narcotráfico, la prostitución y la actividad policial. Intent to Kill está clasificado NC-17 por la Motion Picture Association of America de Estados Unidos, la razón es la violencia extrema. Esta fue la primera película que recibió la MPAA clasificación NC-17 debido a violencia en lugar de  contenido sexual.

## Parcela
La policía detective Vicki Stewart va encubierta como  prostituta para una operación de drogas. Su compañero de policía y su esposo buscan drogas junto con ella. Pero luego la operación de drogas se estropea, los matones comienzan a disparar contra la policía y los vehículos comienzan a estallar en llamas. Un narcotraficante llamado Salvador, miembro de una pandilla despiadada llamada los Cowboys Colombianos, se escapa, aunque se olvida de sus drogas que valen alrededor de 5 millones de dólares.
A la mañana siguiente en la  Comisaría de Policía de Los Ángeles, Vicki Stewart y el capitán de policía preguntan y tratan con María, una hispana  prostituta, que les dice que varios hombres la violaron. Sin embargo, el capitán de la policía no le cree e impide que María presente cargos contra los violadores. María y Vicki se suben al Pontiac Grand Am cupé de este último. Vicki usa su porra y golpea a los violadores con el arma. Vicki usa su porra y golpea a los violadores con el arma. Luego entra a la casa y se enfrenta al quinto sospechoso, que está consumiendo cocaína. Ella le dice al sospechoso que atienda el teléfono.
Debido a que Salvador se escapó, los bombardeos y los disparos, el Capitán Jackson saca a Vicki del caso.
Mientras tanto, Salvador recibe órdenes de su jefe, The Mooch, de recuperar las drogas en una semana o él (Salvador) morirá.
Con el paso del tiempo, numerosas personas son atropelladas (en otras palabras: asesinadas) en la ciudad mientras Salvador y sus amigos de la pandilla van en busca de drogas.
Vicki va al parque de la ciudad; luego regresa a casa y encuentra a su esposo engañándola con una mujer morena. Luego saca el coche de su marido del garaje, le echa gasolina y luego le prende fuego.
Vicki también está enseñando artes marciales clases a otras mujeres en defensa propia en la calle.
Más tarde, estalla un serio tiroteo entre policías y matones; varios policías mueren, incluido el nuevo compañero y novio de Vicki. Salvador se marcha en un coche de policía robado. Vicki lo sigue. Conducen hasta que ambos coches chocan contra el remolque de un camión y se dan la vuelta.
Tanto Vicki como Salvador salen de los coches de policía volcados. Vicki mata a tiros a Salvador en la calle.

## Reparto
- Traci Lords como Vicki Stewart
- Yaphet Kotto como el Capitán Jackson
- Scott Patterson como Al
- Elena Sahagún como Mia
- Sabrina Ferrand como Maria
- Kevin Benton como narcotraficante negro
- Angelo Tiffe como Salvador
- John Del Rico como Trigger Man de Mooch